# Variabel immunbrist
Variabel immunbrist (engelska: Common variable immunodeficiency (CVID)) är en paraplyterm för en heterogen grupp immunbristsjukdomar karakteriserade av antikroppsbrist (hypogammaglobulinemi). Plasmaceller, som är högt differentierade B-celler specialiserade på att producera antikroppar, saknas hos personer med variabel immunbrist, men antalet mogna B-celler brukar vara normalt vilket tyder på en defekt hos den antigenspresentation som krävs för att en mogen B-cell ska kunna differentiera. 
Sjukdomen ter sig likt X-kromosombunden agammaglobulinemi (XLA) med ökad känslighet för bakteriella infektioner, men med skillnaden att män och kvinnor drabbas i lika stor utsträckning, samt att medelåldern för diagnos vid CVID är 28 år medan XLA oftast upptäcks inom det första levnadsåret. CVID är även associerat med en ökad sannolikhet att utveckla autoimmuna sjukdomar.
Behandling av sjukdomen sker med livslång substitution av antikroppar samt antibiotika vid infektioner. Vaccin är oftast inte meningsfullt då kroppen till följd av sjukdomen inte kan producera något effektivt antikroppsförsvar. De vacciner som består av levande, försvagade organismer kan dessutom vara riskabla att ge till patienter med CVID på grund av det nedsatta immunförsvar som sjukdomen innebär.